# 临海市
临海市是位于中國浙江省东部的一个县级市，濒临东海。为中国的国家历史文化名城之一，目前由地级台州市代管。市人民政府驻古城街道东方大道。

## 历史
西汉设回浦县，东汉置章安县，三国孙吴时改为临海县。此后，唐代为台州治，宋代至清代为台州府治，中华人民共和国成立后为台州地区驻地。1986年3月撤县设市，1994年被定为国家历史文化名城。在1994年台州地区行政公署搬迁至椒江并改设地级台州市之前的两千多年里，临海一直在台州地区占据主导地位，并拥有着众多的文物古迹。

## 地理
臨海市境内背山面水，以山地和丘陵为主，地势自西向东倾斜。括苍山脉由西南向东伸展，主峰米筛浪海拔1382米，为浙东第一高峰。 西部有大雷、赤峰、羊岩诸山环立，海拔在700～1200米之间。中部是断陷盆地，东部为滨海平原，地势平坦，河浦纵横。其外缘为浅海滩涂，海域有大小岛屿86个。主要河流灵江是浙江第三大河，自西向东横贯全境。

## 气候
属亚热带季风性气候，四季分明，年平均气温17℃，年降水量1550公釐，夏秋之交台风活动较频繁。
2019年8月10日下午，浙江临海受台风"利奇马"影响，造成严重内涝。

## 行政区划

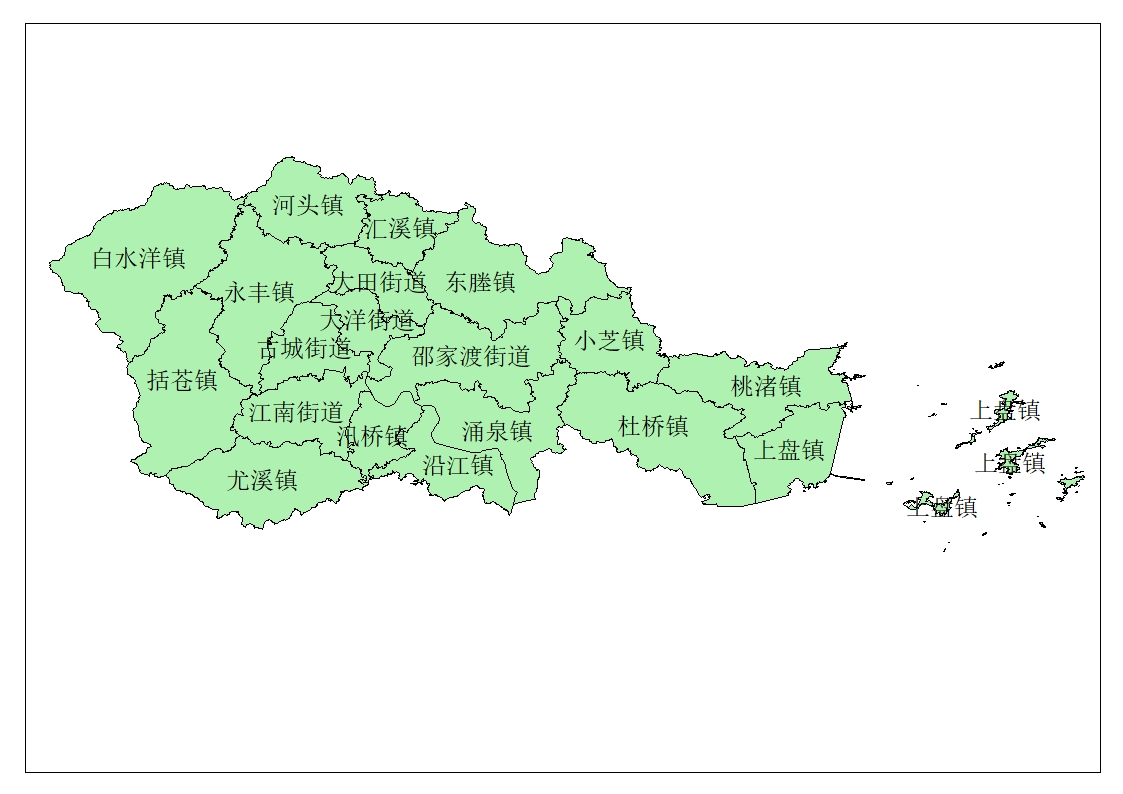
临海市乡镇级区划图

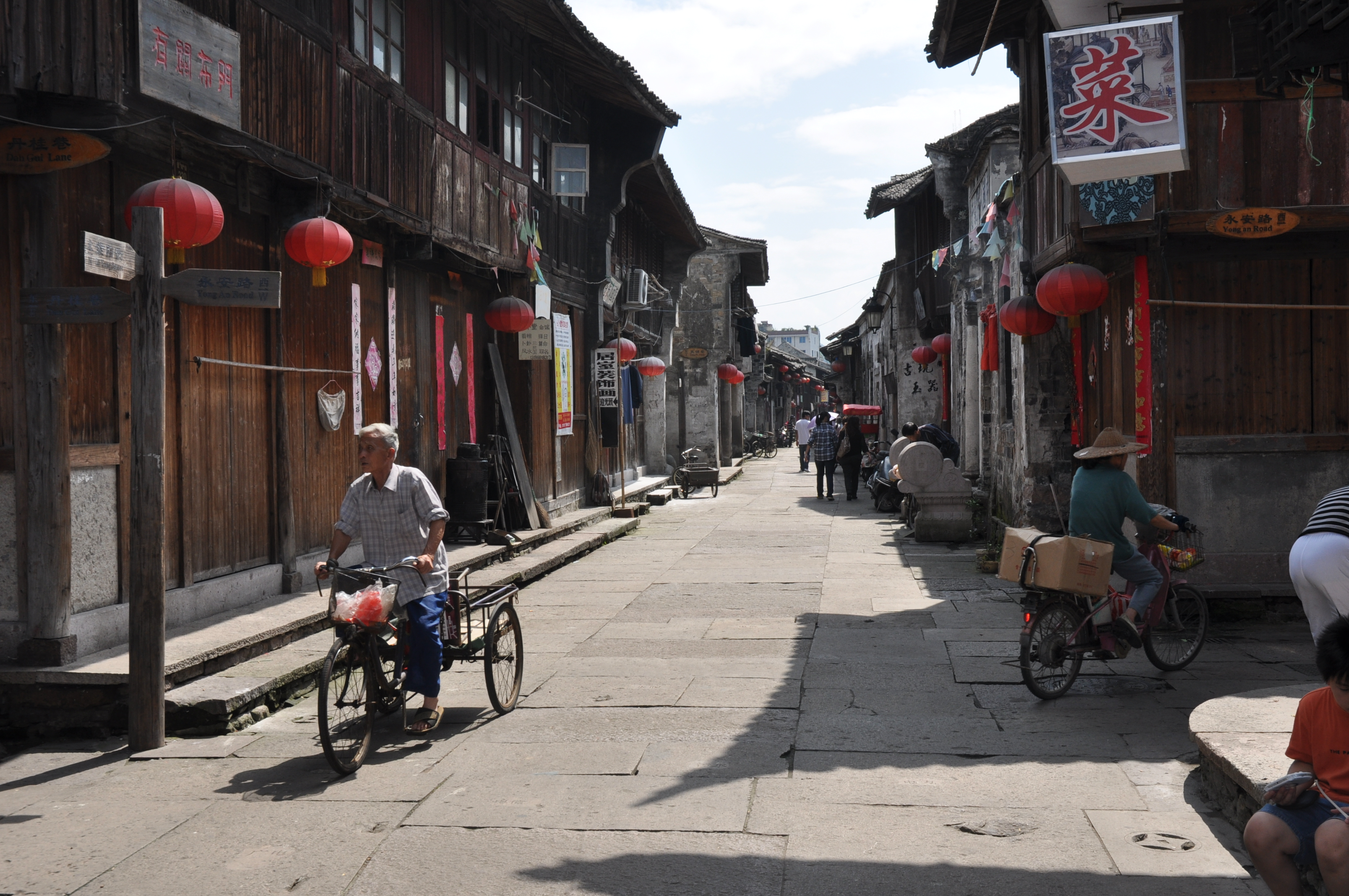
歷史悠久的紫阳古街。

下辖5个街道、14个镇：
古城街道、大洋街道、江南街道、大田街道、邵家渡街道、汛桥镇、东塍镇、汇溪镇、小芝镇、河头镇、白水洋镇、括苍镇、永丰镇、尤溪镇、涌泉镇、沿江镇、杜桥镇、上盘镇和桃渚镇。

## 人口
2022年初全市户籍总户数36.98万户，比上年末净减少1660户，户籍总人口119.90万人，比上年末减少4349人。

## 交通
- 104国道、 351国道、 228国道过境。

## 物产
- 金属资源有铅锌、铁、铜、钼、锰。
- 非金属资源有萤石、膨润土、磷灰、珍珠岩、石英岩、花岗岩、黄沙、石板、条石等。
- 植物资源有柑橘、棉花、蔗糖、茶叶、蚕桑、芦笋、油菜等。
- 海洋资源丰富，生物品种繁多，利于海洋捕捞和海水养殖。著名的东矶渔场盛产大黄鱼、小黄鱼、带鱼、鲳鱼、鱼时鱼、石斑鱼、鳓鱼、马鲛、海鳗、墨鱼及对虾、梭子蟹等海产品。
- 土特产品

1. 茶叶：临海蟠毫茶、羊岩勾青茶
2. 水果：涌泉蜜桔、东魁杨梅、邵家渡草莓、大石葡萄
3. 蔬菜：临海西兰花

- 特色美食有麦虾、蛋清羊尾、临海麦饼、羊角蹄、白水洋豆腐

## 名胜古迹

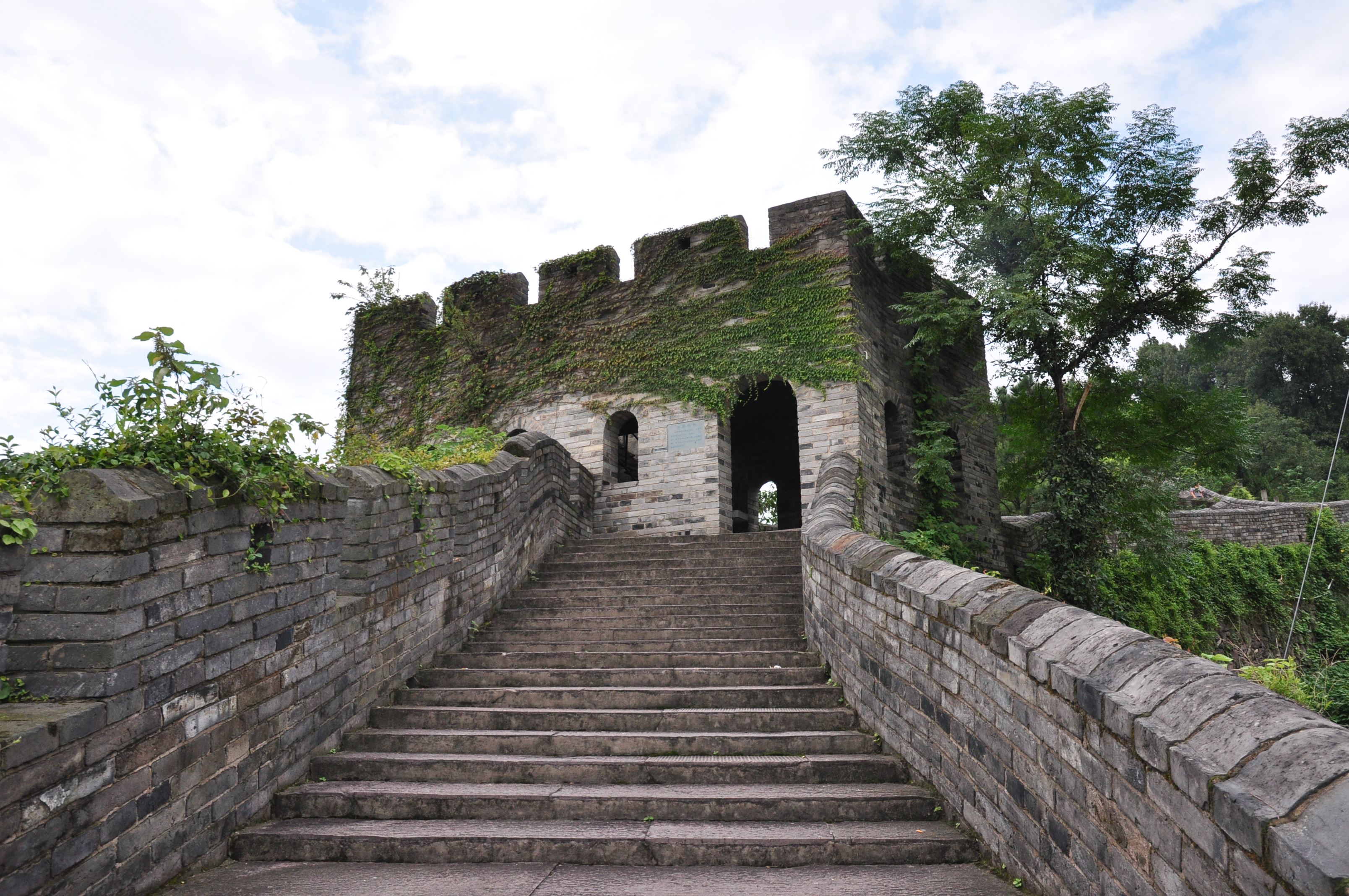
临海古城墙敌楼

有东湖、巾山、郑广文纪念馆、抗倭古城桃渚、桃渚武坑和珊瑚岩群。
古台州府城墙即位于今临海市区内，由于它有很长一段在山中逶迤，颇似北方的长城，故又称“江南长城”。该城墙以具有军事和防洪的双重功能而著称，经过历代不断修缮，西、南面城墙依旧保存较好。此外，东海岸边还有明代戚继光、谭纶率众抗击倭寇的遗迹桃渚城。台州府城墙與桃渚城均已被列為全国重点文物保护单位。

## 经济

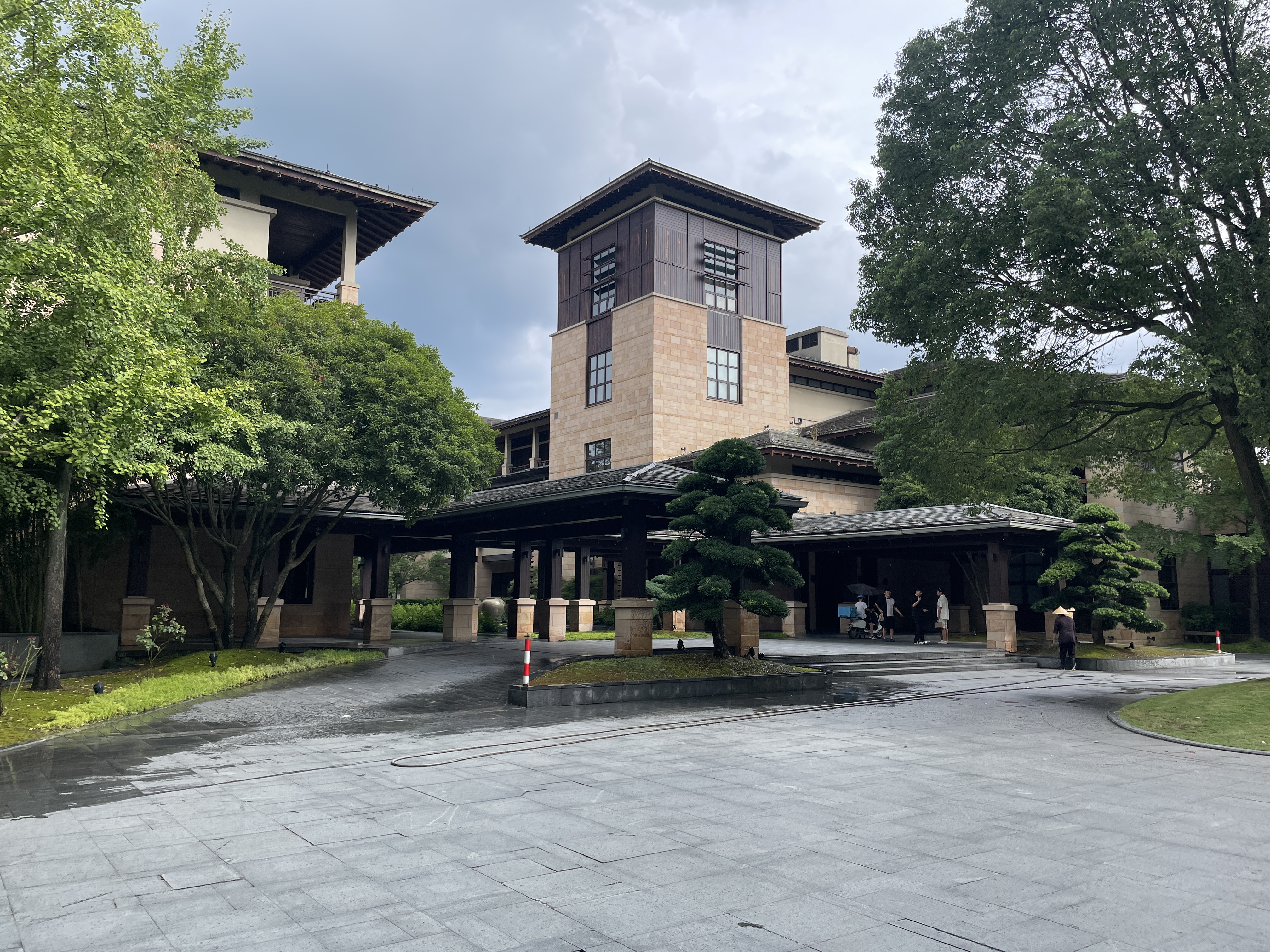
新荣记临海灵湖旗舰店

工业经济以民营为主，其中制药业近年来发展较快。
新榮記是源于临海的中餐集团。

## 文化和教育

### 文化
台州在南宋时，曾被确定为陪都。临海作为其治所，在各方面均有较大提升。临海历史悠久，人文荟萃，经济、文化发达，至今仍保留着许多古遗址、古建筑、古墓葬和大批珍贵文物，1994年被国务院公布为国家历史文化名城。临海素有“小邹鲁”和“文化之邦”的美誉。自唐广文博士郑虔来台州开办学馆、启蒙教化之后，民重耕读，教育发达，名人辈出。在历代科举中，出过3位状元，1位榜眼，1位武探花，共有进士357人，其中最盛的宋代达217人。
清光绪年间，建有中学堂2所，高等小学堂6所，初等小学堂30所。历经漫长岁月的风雨沧桑，临海形成了名城、名人、名迹、名特“四名”之城。古城墙历史悠久，保存完好。台州古城、紫阳街、谭纶画像、戚继光表功碑、千佛塔、桃渚城、涌泉、溪口古窑址群、郑虔墓、翼龙化石产地保护区等被列为浙江省重点文物保护单位，云峰、珊瑚岩群分别被批准为国家森林公园和多功能国家级地质公园。  
临海精神是“崇文 厚德 务实 创新”。

### 教育

#### 高等教育
- 台州学院
- 浙江汽车职业技术学院

#### 高中教育
- 台州中学
- 回浦中学
- 大田中学
- 杜桥中学
- 灵江中学
- 临海市第六中学
- 临海市白云高级中学
- 临海市新时代中学
- 临海市中等职业技术学校
- 临海市高级职业中学
- 浙江华海技术学校

#### 初中教育
- 台州初级中学
- 临海市外国语学校
- 台州学院附属中学
- 临海中学
- 学海中学
- 回浦实验中学
- 临海市第五中学

#### 小学教育
- 哲商小学
- 临海小学
- 大洋小学
- 巾山小学
- 古城小学
- 回浦实验小学
- 临师附小